# Viscum rotundifolium
Viscum rotundifolium, ou visco-baga vermelha, é uma variável e ampla espécie de visco da África Austral. É uma hemiparasita resistente e perene, com uma variedade de plantas hospedeiras, incluindo outros viscos. Pode ser encontrada do nível do mar até cerca de 1950 metros de altitude. As suas folhas carnudas e são escuras ou verde pálido e têm uma forma variável, embora geralmente sejam largas, com uma forma que varia entre oval e elítica. Enquanto as suas flores verde-creme são pequenas e imperceptíveis, as frutas são brilhantes com uma cor vermelho-alaranjado quando maduras. É semelhante a V. schaeferi Engl. & K.Krause e V. pauciflorum Lf com as quais pode ser confundido.